# Sărituri în apă la Jocurile Olimpice de vară din 2024 - 3 metri trambulină (feminin)

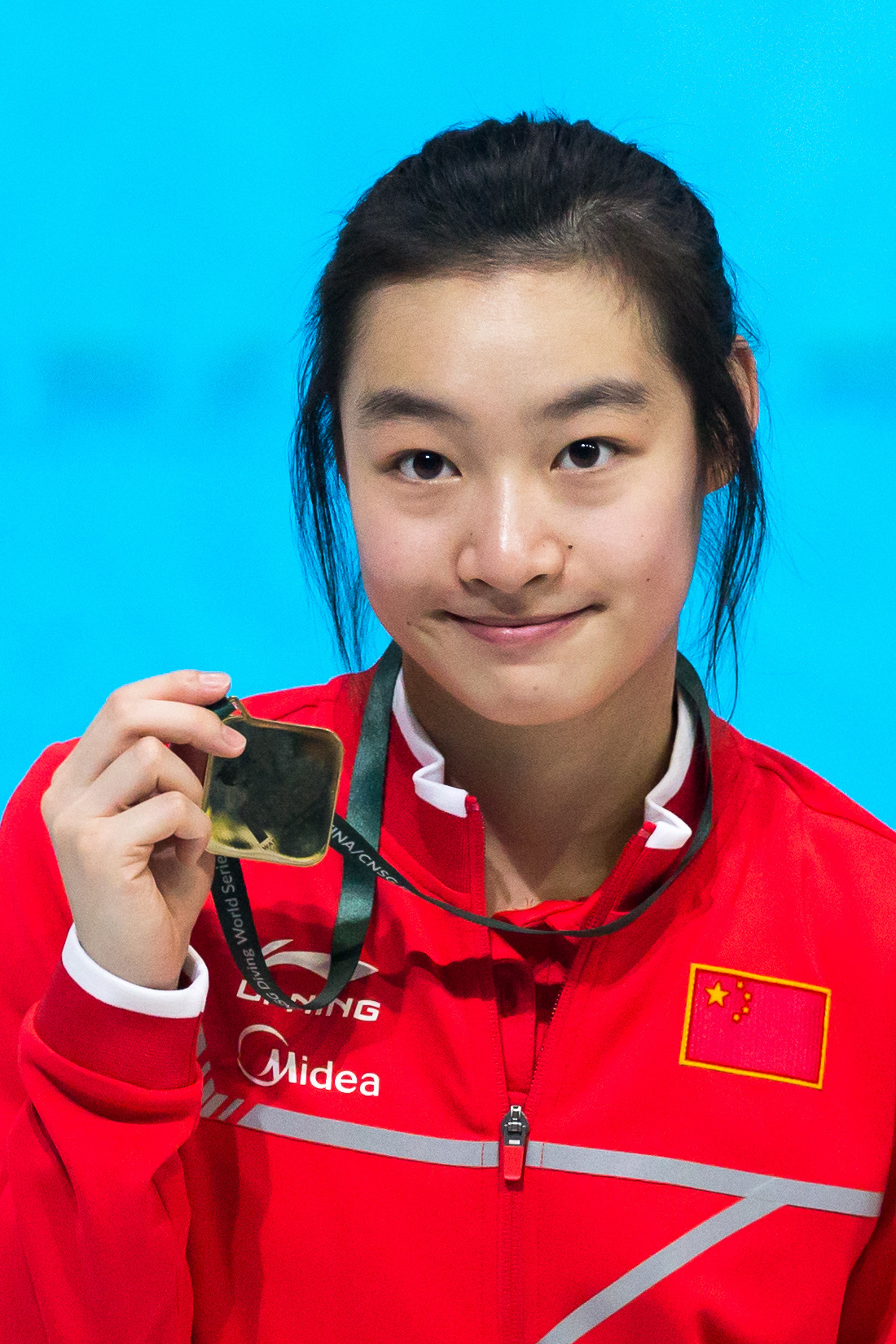
Chang Yani in 2019

Proba feminină de sărituri în apă - 3 metri trambulină de la Jocurile Olimpice de vară din 2024 de la Paris a avut loc în perioada 7-9 august 2024, la Piscina olimpică din Saint-Denis.

## Formatul competiției
Competiția s-a desfășurat în 3 etape:
- Etapa preliminară: toate sportivele au sărit de cinci ori; primele 18 sportive s-au calificat în semifinală
- Semifinala: cele 18 sportive au sărit de cinci ori; punctajele din calificări s-au șters și primele 12 din clasament s-au calificat în finală.
- Finala: Cele 12 sportive au sărit de cinci ori. Punctajele din semifinală s-au șters și primele trei din clasament au primit medaliile de aur, argint și bronz.

## Program
Orele sunt ora Franței (UTC+1) 
| Data                    | Timp  | Etapă      |
| ----------------------- | ----- | ---------- |
| Miercuri, 7 august 2024 | 15:00 | Calificări |
| Joi, 8 august 2024      | 15:00 | Semifinala |
| Vineri, 9 august 2024   | 15:00 | Finala     |

## Rezultate
Au participat 29 de săritoare din 19 țări.
| Loc | Sportivă             | Țară                       | Calificări | Calificări | Semifinală                     | Semifinală                     | Finală                         | Finală                         | Finală                         | Finală                         | Finală                         | Finală                         |
| Loc | Sportivă             | Țară                       | Puncte     | Loc        | Puncte                         | Loc                            | Săritura 1                     | Săritura 2                     | Săritura 3                     | Săritura 4                     | Săritura 5                     | Puncte                         |
| --- | -------------------- | -------------------------- | ---------- | ---------- | ------------------------------ | ------------------------------ | ------------------------------ | ------------------------------ | ------------------------------ | ------------------------------ | ------------------------------ | ------------------------------ |
| 1   | Chen Yiwen           | China                      | 356,40     | 1          | 360,85                         | 1                              | 70,50                          | 76,50                          | 75,00                          | 77,50                          | 76,50                          | 376,00                         |
| 2   | Maddison Keeney      | Australia                  | 337,35     | 2          | 334,70                         | 2                              | 67,50                          | 67,50                          | 55,50                          | 74,40                          | 78,20                          | 343,10                         |
| 3   | Chang Yani           | China                      | 308,75     | 4          | 320,15                         | 4                              | 42,00                          | 69,75                          | 67,50                          | 75,00                          | 64,50                          | 318,75                         |
| 4   | Chiara Pellacani     | Italia                     | 297,70     | 7          | 324,75                         | 3                              | 52,50                          | 63,00                          | 65,10                          | 66,00                          | 63,00                          | 309,60                         |
| 5   | Yasmin Harper        | Marea Britanie             | 295,75     | 9          | 278,90                         | 12                             | 63,00                          | 58,50                          | 63,00                          | 55,50                          | 65,10                          | 305,10                         |
| 6   | Alejandra Estudillo  | Mexic                      | 276,45     | 17         | 317,05                         | 5                              | 58,50                          | 60,45                          | 57,00                          | 66,00                          | 60,00                          | 301,95                         |
| 7   | Valeria Antolino     | Spania                     | 297,70     | 7          | 284,25                         | 10                             | 60,00                          | 60,45                          | 63,00                          | 51,00                          | 58,50                          | 292,95                         |
| 8   | Saskia Oettinghaus   | Germania                   | 279,35     | 15         | 286,75                         | 9                              | 60,00                          | 58,50                          | 57,35                          | 63,00                          | 58,50                          | 297,35                         |
| 9   | Emilia Nilsson Garip | Suedia                     | 295,20     | 10         | 279,60                         | 11                             | 60,00                          | 54,25                          | 54,00                          | 52,65                          | 58,50                          | 279,40                         |
| 10  | Grace Reid           | Marea Britanie             | 303,25     | 5          | 290,05                         | 7                              | 58,50                          | 41,85                          | 54,00                          | 55,50                          | 66,00                          | 275,85                         |
| 11  | Julia Vincent        | Africa de Sud              | 283,50     | 13         | 297,30                         | 6                              | 54,00                          | 67,50                          | 66,00                          | 38,75                          | 45,00                          | 271,25                         |
| 12  | Nur Dhabitah Sabri   | Malaezia                   | 283,65     | 12         | 286,95                         | 8                              | 63,00                          | 60,00                          | 37,50                          | 28,50                          | 55,80                          | 244,80                         |
| 13  | Kim Su-ji            | Coreea de Sud              | 285,50     | 11         | 272,75                         | 13                             | Nu a avansat în faza următoare | Nu a avansat în faza următoare | Nu a avansat în faza următoare | Nu a avansat în faza următoare | Nu a avansat în faza următoare | Nu a avansat în faza următoare |
| 14  | Alysha Koloi         | Australia                  | 276,60     | 16         | 270,60                         | 14                             | Nu a avansat în faza următoare | Nu a avansat în faza următoare | Nu a avansat în faza următoare | Nu a avansat în faza următoare | Nu a avansat în faza următoare | Nu a avansat în faza următoare |
| 15  | Anisley García       | Cuba                       | 272,40     | 18         | 264,90                         | 15                             | Nu a avansat în faza următoare | Nu a avansat în faza următoare | Nu a avansat în faza următoare | Nu a avansat în faza următoare | Nu a avansat în faza următoare | Nu a avansat în faza următoare |
| 16  | Aranza Vázquez       | Mexic                      | 321,75     | 3          | 248,20                         | 16                             | Nu a avansat în faza următoare | Nu a avansat în faza următoare | Nu a avansat în faza următoare | Nu a avansat în faza următoare | Nu a avansat în faza următoare | Nu a avansat în faza următoare |
| 17  | Elena Bertocchi      | Italia                     | 282,30     | 14         | 245,10                         | 17                             | Nu a avansat în faza următoare | Nu a avansat în faza următoare | Nu a avansat în faza următoare | Nu a avansat în faza următoare | Nu a avansat în faza următoare | Nu a avansat în faza următoare |
| 18  | Haruka Enomoto       | Japonia                    | 299,10     | 6          | 244,20                         | 18                             | Nu a avansat în faza următoare | Nu a avansat în faza următoare | Nu a avansat în faza următoare | Nu a avansat în faza următoare | Nu a avansat în faza următoare | Nu a avansat în faza următoare |
| 19  | Sarah Bacon          | Statele Unite ale Americii | 264,40     | 19         | Nu a avansat în faza următoare | Nu a avansat în faza următoare | Nu a avansat în faza următoare | Nu a avansat în faza următoare | Nu a avansat în faza următoare | Nu a avansat în faza următoare | Nu a avansat în faza următoare | Nu a avansat în faza următoare |
| 20  | Jette Müller         | Germania                   | 262,85     | 20         | Nu a avansat în faza următoare | Nu a avansat în faza următoare | Nu a avansat în faza următoare | Nu a avansat în faza următoare | Nu a avansat în faza următoare | Nu a avansat în faza următoare | Nu a avansat în faza următoare | Nu a avansat în faza următoare |
| 21  | Sayaka Mikami        | Japonia                    | 258,35     | 21         | Nu a avansat în faza următoare | Nu a avansat în faza următoare | Nu a avansat în faza următoare | Nu a avansat în faza următoare | Nu a avansat în faza următoare | Nu a avansat în faza următoare | Nu a avansat în faza următoare | Nu a avansat în faza următoare |
| 22  | Margo Erlam          | Canada                     | 258,30     | 22         | Nu a avansat în faza următoare | Nu a avansat în faza următoare | Nu a avansat în faza următoare | Nu a avansat în faza următoare | Nu a avansat în faza următoare | Nu a avansat în faza următoare | Nu a avansat în faza următoare | Nu a avansat în faza următoare |
| 23  | Helle Tuxen          | Norvegia                   | 257,10     | 23         | Nu a avansat în faza următoare | Nu a avansat în faza următoare | Nu a avansat în faza următoare | Nu a avansat în faza următoare | Nu a avansat în faza următoare | Nu a avansat în faza următoare | Nu a avansat în faza următoare | Nu a avansat în faza următoare |
| 24  | Maha Amer            | Egipt                      | 250,20     | 24         | Nu a avansat în faza următoare | Nu a avansat în faza următoare | Nu a avansat în faza următoare | Nu a avansat în faza următoare | Nu a avansat în faza următoare | Nu a avansat în faza următoare | Nu a avansat în faza următoare | Nu a avansat în faza următoare |
| 25  | Prisis Ruiz          | Cuba                       | 239,85     | 25         | Nu a avansat în faza următoare | Nu a avansat în faza următoare | Nu a avansat în faza următoare | Nu a avansat în faza următoare | Nu a avansat în faza următoare | Nu a avansat în faza următoare | Nu a avansat în faza următoare | Nu a avansat în faza următoare |
| 26  | Elizabeth Roussel    | Noua Zeelandă              | 233,70     | 26         | Nu a avansat în faza următoare | Nu a avansat în faza următoare | Nu a avansat în faza următoare | Nu a avansat în faza următoare | Nu a avansat în faza următoare | Nu a avansat în faza următoare | Nu a avansat în faza următoare | Nu a avansat în faza următoare |
| 27  | Viktoriya Kesar      | Ucraina                    | 217,75     | 27         | Nu a avansat în faza următoare | Nu a avansat în faza următoare | Nu a avansat în faza următoare | Nu a avansat în faza următoare | Nu a avansat în faza următoare | Nu a avansat în faza următoare | Nu a avansat în faza următoare | Nu a avansat în faza următoare |
| 28  | Alison Gibson        | Statele Unite ale Americii | 198,30     | 28         | Nu a avansat în faza următoare | Nu a avansat în faza următoare | Nu a avansat în faza următoare | Nu a avansat în faza următoare | Nu a avansat în faza următoare | Nu a avansat în faza următoare | Nu a avansat în faza următoare | Nu a avansat în faza următoare |